# Ishiyakushi-juku
Ishiyakushi-juku (石薬師宿, Ishiyakushi-juku) était la quarante-quatrième des cinquante-trois stations du Tōkaidō, la plus importante route du Japon de l'ère Edo.

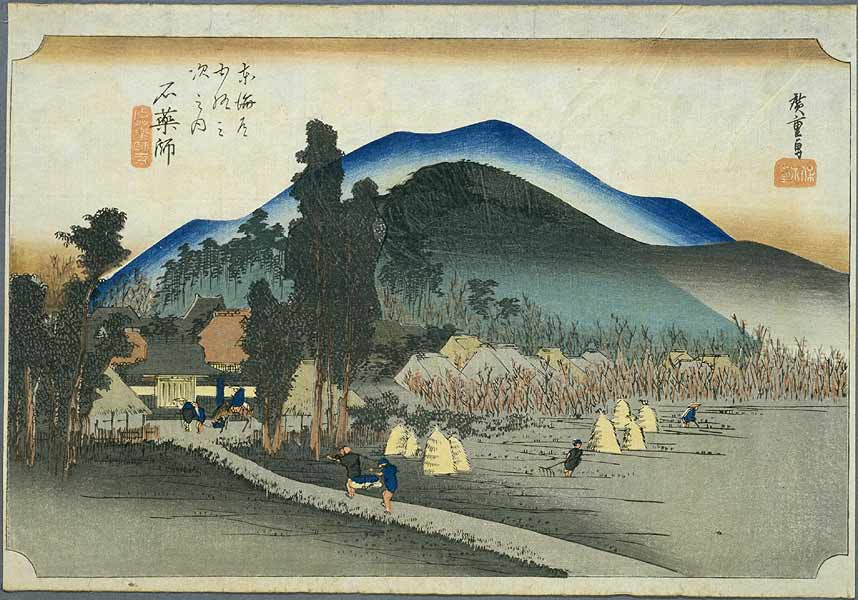
Ishiyakushi-juku dans les années 1830, représenté par Hiroshige dans les Cinquante-trois Stations du Tōkaidō.

Elle se trouvait dans ce qui est aujourd'hui la ville de Suzuka, dans la préfecture de Mie, au Japon. Elle tirait son nom d'un temple bouddhiste tout proche, le Ishiyakushi-ji.

## Histoire
Ishiyakushi-juku fut établie en 1616, durant la période Edo du Tōkaidō. À l'origine, il n'y avait pas de stations (shukuba) entre Yokkaichi-juku et Kameyama-juku, aussi Ishiyakushi-juku avait-elle alors environ 180 bâtiments. La famille Ozawa gérait la honjin de la ville et conservait beaucoup d'archives qui sont toujours accessibles dans un musée d'archives locales.

## Personnalité
Non loin de la honjin se trouve la maison préservée de Sasaki Nobutsuna, un poète et savant renommé (1872-1963).